# Municipio de Cinque Hommes
El municipio de Cinque Hommes (en inglés: Cinque Hommes Township) es un municipio ubicado en el condado de Perry en el estado estadounidense de Misuri. En el año 2010 tenía una población de 1403 habitantes y una densidad poblacional de 9,74 personas por km².

## Geografía
El municipio de Cinque Hommes se encuentra ubicado en las coordenadas 37°38′14″N 89°51′45″O / 37.63722, -89.86250. Según la Oficina del Censo de los Estados Unidos, el municipio tiene una superficie total de 144 km², de la cual 143,86 km² corresponden a tierra firme y (0,1 %) 0,14 km² es agua.

## Demografía
Según el censo de 2010, había 1403 personas residiendo en el municipio de Cinque Hommes. La densidad de población era de 9,74 hab./km². De los 1403 habitantes, el municipio de Cinque Hommes estaba compuesto por el 98,65 % blancos, el 0,07 % eran afroamericanos, el 0,21 % eran amerindios, el 0,5 % eran de otras razas y el 0,57 % eran de una mezcla de razas. Del total de la población el 1,21 % eran hispanos o latinos de cualquier raza.